# Susana Baca
Susana Esther Baca de la Colina (Chorrillos, Lima, 24 de maig de 1944) és una cantant, compositora, investigadora de música i educadora peruana; tres vegades guanyadora dels Premis Grammy Llatins. Figura clau en el folklore llatinoamericà i en el renaixement de la música afroperuana. Considerada com la millor cantant poètica de l'actualitat, la seva importància ha servit d'influència per a molts cantants del món. Ha estat també Ministra de Cultura del Perú i Presidenta de la Comissió Interamericana de Cultura de l'Organització dels Estats Americans (OEA). Va obtenir el seu tercer Latin Grammy pel seu àlbum A capella, disc que va ser gravat per ella al Perú durant el confinament per la pandèmia del COVID-19 i que va rebre aclamació de la crítica llatinoamericana.

## Biografia
Va néixer el 24 de maig de 1944 a la ciutat de Lima, filla d'Ernesto Baca Ramírez i de Carmen de la Colina Gonzáles. Ve d'una família dedicada a la música afroperuana: els de la Colina, provinents de San Luís de Cañete. És cosina germana de Ronaldo Campos de la Colina i Caitro Soto de la Colina, i tia del cantant Pepe Vásquez. És responsable, al costat del seu espòs i representant el sociòleg Ricardo Pereira, de la recuperació d'harmonies i ritmes gairebé oblidats de la música afroperuana.
Va viure la seva infància en el districte de Lima de Chorrillos. Des de nena va estar envoltada de músics; el seu pare era guitarrista, la seva mare ballarina, les seves ties cantaven i els seus cosins van ser els creadors del grup Perú Negro. Ells van influir perquè Susana es dediqués de ple a la música.
Va començar els estudis de música i va formar un grup de música experimental que combinava música i poesia local. Va guanyar dues beques, una de l'Institut d'Art Modern del Perú i l'altra de l'Institut Nacional de Cultura, per a investigar les arrels de la tradició musical peruana, a més d'obtenir el premi d'interpretació i composició en el primer Festival Internacional de Agua Dulce.
Va estudiar a la Universitat Enrique Guzmán y Valle (La Cantuta). Es va graduar el 1968 i va obtenir el títol professional d'educadora. Aquesta mateixa institució li va concedir el 20 de novembre del 2009, el Doctorat Honoris Causa.

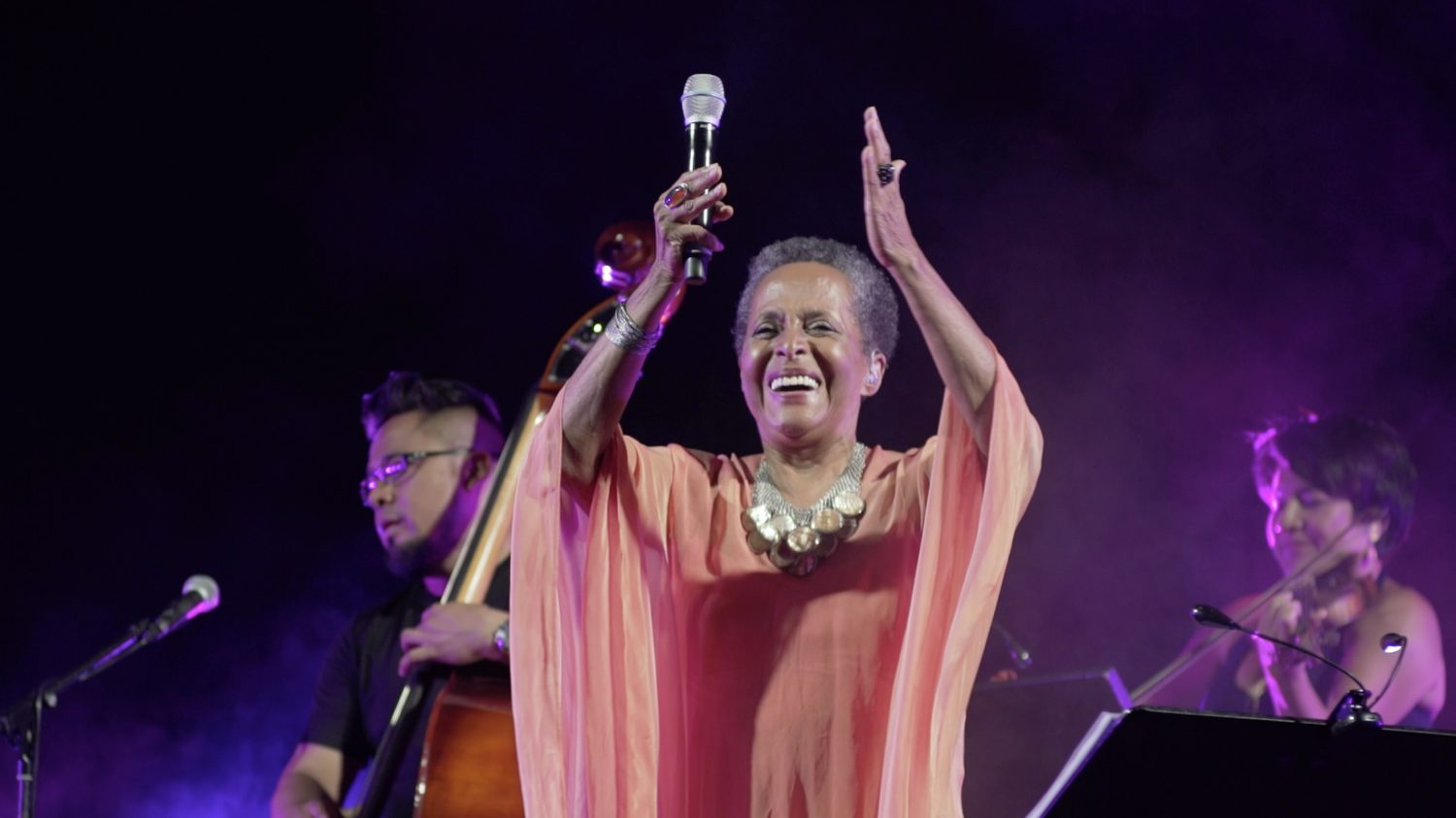
Susana Baca en un concert a Madrid (2017)

En 1995, Luaka Bop, el segell creat per David Byrne, va sorprendre amb l'edició d'un treball recopilatori que reflectia El alma del Perú Negro, on es trobava «María Landó», una cançó interpretada per Susana Baca, que, amb el temps, es convertiria en la principal referent de la tradició musical afroperuana i una de les més destacades artistes llatinoamericanes de la música folklòrica. En la carrera de Susana Baca és important l'aportació de David Byrne tant com la de Chabuca Granda. La famosa cantant i compositora es va convertir en una altra peça clau en la carrera de Susana Baca, perquè hi va trobar la seva successora.
Ha compartit escenari amb artistes com Lila Downs, Mercedes Sosa, Calle 13, Totó la Momposina, Maria Rita, Snarky Puppy, Bareto, Chambao, Carmen París, Albita Rodríguez, Herència de Timbiquí, Marc Ribot, Yusa, Marta Gómez, Gilberto Gil, Chabuca Granda, Luzmila Carpio, Los Cojolites, Eugenia León o Omara Portuondo, entre d'altres.

## Labors notables
Després de la defunció de Chabuca Granda, Susana Baca va continuar la tasca d'estudiar i recuperar el so de la seva terra. Al costat de Ricardo Pereira, va recórrer la costa peruana recopilant testimoniatges i documents d'aquells pobles afrodescendents. El resultat d'aquest treball es va transformar en el llibre Del fuego y del agua, publicat el 1992, després d'onze anys de labor.
El 1995 Baca va fundar l'Institut Negrocontinuo (Institut Black Continuum) a casa seva, davant del mar de Chorrillos, per fomentar la recollida, preservació i creació de la cultura, la música i la dansa afroperuana. En l'actualitat administra el Centre Cultural Afroperuà a la localitat de Santa Bàrbara, a San Luís de Cañete, al sud de Lima.
Entre els assoliments obtinguts per Susana Baca hi ha el Premi Latin Grammy el 2002, pel seu àlbum Lamento Negro, en la categoria «Best Folk Album».Aquest mateix àlbum va rebre a més una nominació per al Grammy d'aquell mateix any en la categoria «Best World Music Album». El disc va ser gravat originalment el 1986, per a ser després reeditat en el segell Luaka Bop, del cantant nord-americà David Byrne. Les lletres d'algunes cançons es basen en poemes de Pablo Neruda i César Vallejo.
El 2007 va ser nomenada ambaixadora de Aldeas Infantiles SOS a nivell nacional.Al novembre de 2011 va obtenir el segon Latin Grammy de la seva carrera per la col·laboració que va fer amb el grup porto-riqueny Calle 13 en la cançó «Latinoamérica», producció en la qual també participava la cantautora brasilera María Rita i l'artista colombiana Totó, La Momposina.
Va ser guardonada amb un tercer Latin Grammy el 19 de novembre del 2020 en una cerimònia virtual (durant el confinament per la pandèmia), pel seu àlbum A Capella: Gravat a casa Durant la Pandèmia, en la categoria «Millor àlbum folklòric» (Best Folk Album). L'àlbum va ser gravat des de la seva casa de Santa Bàrbara, Cañete. Inclou èxits de Chabuca Granda, Augusto Polo Campos, Violeta Parra, Fito Páez, entre d'altres. La idea de cantar-ho a cappella va ser del seu marit, rememorant el moment en el qual la va conèixer mentre cantava en un escenari sense músics. L'àlbum també inclou poemes de César Vallejo i García Lorca. Epifanías, el seu últim disc, que fusiona la tradición afroperuana i andina, i fou enregistrat al monestir carmelita de Los Descalzos, també va optar a un Grammy 2023 en la categoria de millor àlbum de música global.

## Crítiques
D'acord amb la revista Rolling Stone, Susana Baca és més que una diva afroperuana, encara que la seva veu rica i suggestiva sens dubte la fa mereixedora d'aquest títol. Mentre que Stylus Magazine assenyala que «després que Susana es posés en el mapa amb la cançó «María Landó» ha realitzat un número de molt populars àlbums amb una increïble gran qualitat [...]». Michaell Heumann (crític d'aquesta publicació) en diu: «Ella és una artista competent i única que representa al poble negre del Perú i les seves cançons inspiren i entretenen a qualsevol que tingui la voluntat d'escoltar».
Els seus discos tenen crítiques de fins a 5 estrelles a Amazon i de fins a 4 estrelles (sobre una qualificació de 5) a Rolling Stone. Així mateix, els seus espectacles en viu, en alguns dels més importants escenaris culturals del món (Chicago, San Francisco, Nova York, Los Angeles, França, Grècia), han estat unànimement celebrats per la crítica. Timothy G. Merello -en relació amb el xou de Susana en el Old Town School of Folk Music de Chicago- diu: «Susana Baca, més que només una cantant, és una poetessa, una historiadora, una espeleòloga i exploradora del folklore i música afro-peruans […] al costat dels seus músics, ella entreté, educa i involucra una multitud, que esgota les entrades, amb una mescla musical de ritmes, melodies, beats i ball […] Un dels aspectes més captivadors de la performance de Baca és com interactua amb la seva banda».
Els seus discos Seis Poemas, del 2009, i Afrodiaspora, del 2011, també han estat lloats per la crítica. Steve Leggett n'ha dit: «El setè àlbum de Susana Baca per a la signatura Luaka Bop, de David Byrne, és una aventura ambiciosa amb Baca portant el seu estil vocal recognoscible a l'instant i elegant a la taula en un intent de mostrar la profunda influència dels ritmes africans en les formes de les cançons de la música del Carib i sud-americana».

## Ministra de Cultura

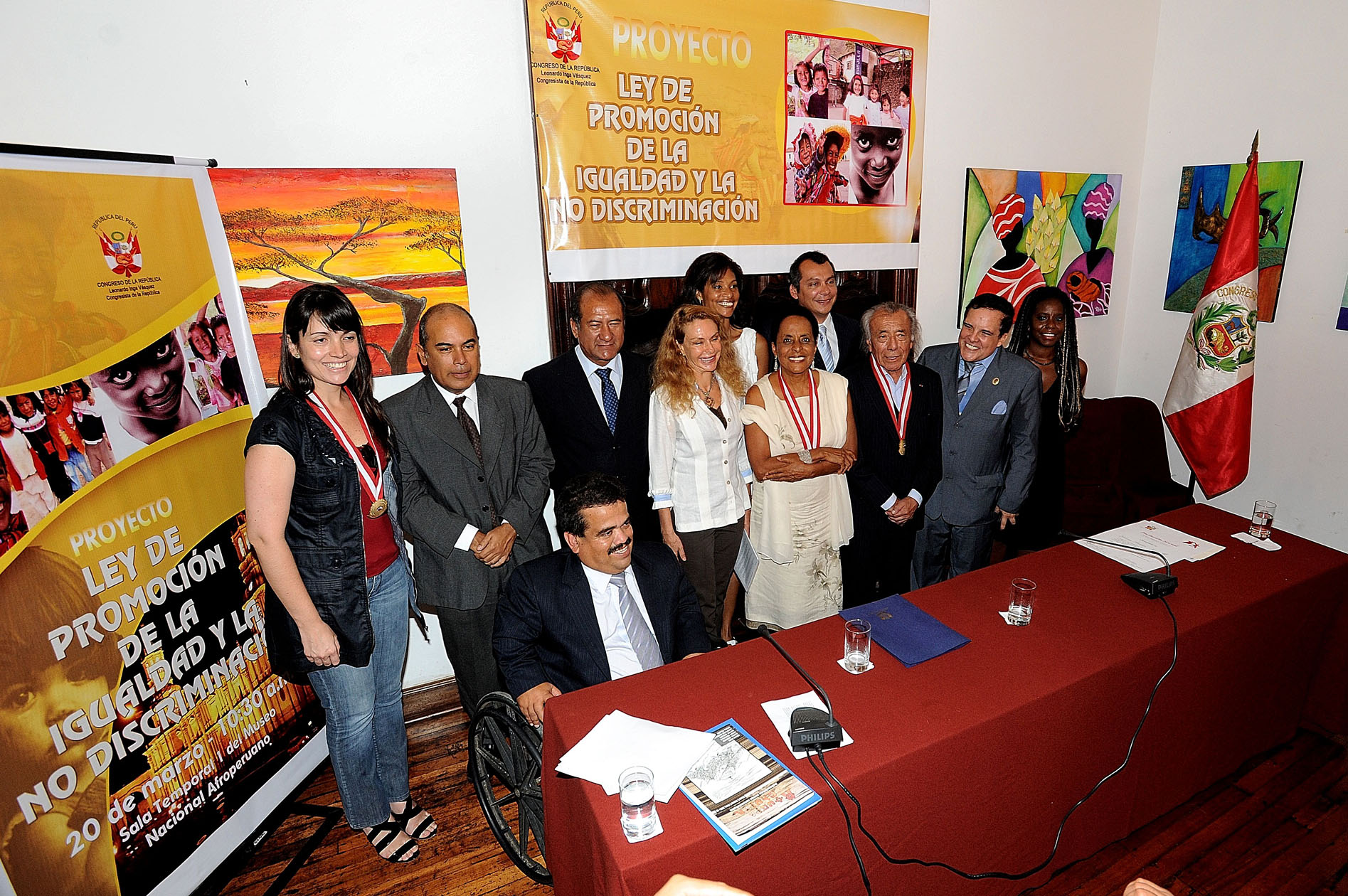
Acte de presentació de l'Avantprojecte de llei contra la discriminació al Museu Nacional Afroperuà (2012)

El 28 de juliol de 2011 va assumir el seu càrrec com a ministra de Cultura en el govern de Ollanta Humala, succeint d'aquesta forma a Juan Ossioen en el càrrec ministerial. Es va convertir en la segona dona afroperuana a assumir un Ministeri, després de la ministra de Justícia, María Zavala Valladares, el 2006. I el seu nomenament es produïa precisament en l' Any Internacional de les persones d'ascendència africana de l'ONU. Una de les primeres accions que va anunciar fou la creació de l'Observatori Nacional per a la Discriminació i l'Exclusió Cultural i Ètnica, per reduir la discriminació contra els peruans negres i indígenes.
Al novembre de 2011 va ser elegida per l'OEA per a presidir la Comissió Interamericana de Cultura, la principal responsabilitat de la qual és implementar el diàleg ministerial interamericà en matèria de cultura, durant el període 2011-2013.

## Discografia
- Color de Rosa Poesía y Canto Negro (1987)
- Vestida de Vida, Canto Negro de las Américas! (1991)
- Fuego y Agua (1992)
- Susana Baca (1997)
- Eco de Sombras (2000)
- Lamento negro (2001)
- Espíritu Vivo (2002)
- Lo Mejor de Susana Baca (2004)
- Travesías (2006)
- Seis Poemas (2009)
- Mama (2010)
- Cantos de adoración (2010)
- Afrodiaspora (2011)
- A Capella: Grabado en casa durante la Cuarentena (2020)
- Palabras urgentes (2021)
- Epifanías (2023)

## Contribucions artístiques
- 2010 - Va gravar al costat del grup Calle 13 el tema «Latinoamérica» per al disc Entren Los Que Quieran.
- 2013 - Cantà al costat del cantant porto-riqueny Chucho Avellanet el tema «Gracias a la vida» de la cantant xilena Violeta Parra.
- 2014 - Va gravar al costat del grup Alejandro y María Laura el tema «Jaula» per al disc Fiesta para los muertos.
- 2015 - Va gravar al costat del grup Bareto el tema «El Loco» per al disc Impredecible.
- 2015 - Va gravar al costat de Nano Stern, Pedro Aznar i Marta Gómez el tema «Festejo de color» per al disc Mil 500 Voltes.
- 2016 - Va gravar al costat del grup Snarky Puppy el tema «Molino Molero» per al disc Family Dinner Vol.2.
- 2020 - Va gravar al costat de León Gieco com a veus principals, una versió del tema «Hasta la raíz», de Natalia Lafourcade per a Playing for change.

## Premis i nominacions

### Premis Grammy
| Any  | Categoria               | Treball       | Resultat |
| ---- | ----------------------- | ------------- | -------- |
| 2002 | Best World Music Album  | Lamento Negro | Nominada |
| 2023 | Best Global Music Album | Epifanías     | Nominada |

### Premis Grammy Llatins
| Any  | Categoria               | Treball          | Resultat   |
| ---- | ----------------------- | ---------------- | ---------- |
| 2002 | Millor Àlbum Folklòric  | Lamento Negro    | Guanyadora |
| 2011 | Enregistrament de l'Any | «Llatinoamèrica» | Guanyadora |
| 2020 | Millor Àlbum Folklòric  | A Capella        | Guanyadora |

## Altres reconeixements
- Orde de les Arts i les Lletres de la República Francesa.
- Orde al Mèrit per Serveis Distingits de la República del Perú.
- Medalla Juan Pablo Vizcardo i Guzmán del Congrés peruà.